# Вианна, Витор
Ви́тор Виа́нна (порт.-браз. Vitor Vianna; 2 ноября 1979, Эспириту-Санту) — бразильский борец средней весовой категории, мастер бразильского джиу-джитсу. Двукратный чемпион мира, шестикратный победитель национального первенства, финалист чемпионата мира по борьбе версии ADCC. Также в период 2004—2012 выступал в смешанных единоборствах, в том числе был финалистом гран-при средневесов в Bellator. Ныне — тренер по БДД.

## Биография
Витор Вианна родился 2 ноября 1979 года в штате Эспириту-Санту. Активно заниматься борьбой начал в возрасте пятнадцати лет, проходил подготовку в академии бразильского джиу-джитсу в Сан-Паулу под руководством тренера Фабио Гуржела, в прошлом многократного чемпиона мира. Имел довольно успешную карьеру в этом виде спорта, пятнадцать раз становился чемпионом штата, шесть раз чемпионом страны, дважды чемпионом мира. В финале борцовского чемпионата мира по версии ADCC встречался со знаменитым Роджером Грейси, продержался против него тринадцать минут, но в итоге всё-таки проиграл сдачей, заняв в итоге второе место. Имеет чёрный пояс по БДД (2 дан).
Получив мировую известность как борец БДД, начиная с 2004 года Вианна регулярно принимал участие в боях по смешанным правилам. Так, в 2006 году единогласным решением судей он победил известного француза Франсиса Кармона и дрался с не менее известным соотечественником Тиагу Силвой, проиграв техническим нокаутом — Силва, попав ударом ноги в блок, сломал Вианне руку.
Около года прожил в Голландии, где занимался в том числе тайским боксом, даже выступил несколько раз в этом виде спорта на профессиональном уровне.
Проведя ещё несколько удачных боёв, в 2011 году Витор Вианна подписал контракт с престижной американской организацией Bellator и сразу же принял участие в пятом сезоне гран-при средней весовой категории. В четвертьфинале раздельным судейским решением взял верх над американцем Сэмом Алви, затем в полуфинале техническим нокаутом одолел ещё одного американца Брайана Бейкера. В решающем финальном поединке встречался с будущим чемпионом организации, россиянином Александром Шлеменко, потерпев поражение единогласным решением судей.
Впоследствии в 2014 году провёл в Bellator ещё один бой, в четвертьфинале шестого сезона гран-при средневесов дрался с американцем Брайаном Роджерсом — в конце первого раунда пропустил тяжелейший удар коленом в подбородок, в результате чего отправился в глубочайший нокаут. Вскоре после этого поражения принял решение завершить карьеру бойца смешанных единоборств.
В настоящее время вместе с семьёй проживает в Лас-Вегасе, где работает тренером по бразильскому джиу-джитсу в клубе Wand Fight Team известного бразильского бойца Вандерлея Силвы.

## Статистика в ММА
| Результат | Рекорд | Соперник           | Способ                            | Турнир                                 | Дата             | Раунд | Время | Место               | Примечание |
| --------- | ------ | ------------------ | --------------------------------- | -------------------------------------- | ---------------- | ----- | ----- | ------------------- | ---------- |
| Поражение | 12-3-1 | Брайан Роджерс     | Нокаут (коленом в голову)         | Bellator 61 (четвертьфинал)            | 16 марта 2012    | 1     | 4:14  | Боссье-Сити, США    |            |
| Поражение | 12-2-1 | Александр Шлеменко | Решение судей (единогласное)      | Bellator 57 (финал)                    | 12 ноября 2011   | 3     | 5:00  | Рама, Канада        |            |
| Победа    | 12-1-1 | Брайан Бейкер      | Технический нокаут (удары руками) | Bellator 54 (полуфинал)                | 15 октября 2011  | 1     | 0:54  | Атлантик-Сити, США  |            |
| Победа    | 11-1-1 | Сэм Алви           | Решение судей (раздельное)        | Bellator 50 (четвертьфинал)            | 17 сентября 2011 | 3     | 5:00  | Холливуд, США       |            |
| Победа    | 10-1-1 | Аарон Бринк        | Технический нокаут (удары руками) | Millennium Events: MMA Xplosion        | 9 октября 2010   | 1     | 1:17  | Лас-Вегас, США      |            |
| Победа    | 9-1-1  | Би Джей Лэйси      | Удушение сзади                    | MMA Xplosion: Vianna vs. Lacy          | 31 августа 2010  | 1     | 2:02  | Лас-Вегас, США      |            |
| Победа    | 8-1-1  | Гатта Тьяад        | Технический нокаут (удары руками) | Beast of the East                      | 31 мая 2008      | 1     | N/A   | Зютфен, Нидерланды  |            |
| Поражение | 7-1-1  | Тиагу Силва        | Технический нокаут (травма руки)  | Fury FC 2: Final Combat                | 30 ноября 2006   | 1     | 1:50  | Сан-Паулу, Бразилия |            |
| Победа    | 7-0-1  | Данилу Перейра     | Решение судей (единогласное)      | Fury FC 2: Final Combat                | 30 ноября 2006   | 3     | 5:00  | Сан-Паулу, Бразилия |            |
| Победа    | 6-0-1  | Франсис Кармон     | Решение судей (единогласное)      | Kam Lung: Only the Strongest Survive 5 | 8 октября 2006   | 2     | 5:00  | Зютфен, Нидерланды  |            |
| Победа    | 5-0-1  | Жоао Ассис         | Технический нокаут (удары руками) | Fury FC 1: Warlords Unleashed          | 27 сентября 2006 | 1     | 1:57  | Сан-Паулу, Бразилия |            |
| Победа    | 4-0-1  | Михаэль Кнап       | Рычаг локтя из стойки             | Beast of the East                      | 12 мая 2006      | 3     | 0:00  | Нидерланды          |            |
| Ничья     | 3-0-1  | Мойсе Римбон       | Ничья                             | Future Battle                          | 5 марта 2006     | 3     | 5:00  | Нидерланды          |            |
| Победа    | 3-0    | Антониу Консейсау  | Нокаут (ногой с разворота)        | Hurricane                              | 24 сентября 2005 | 3     | 0:00  | Куритиба, Бразилия  |            |
| Победа    | 2-0    | Мурилу Ассункау    | Удушение сзади                    | Storm Samurai 7                        | 11 июня 2005     | 2     | 4:33  | Куритиба, Бразилия  |            |
| Победа    | 1-0    | Женивалдо Барбоса  | Удушение сзади                    | Shooto Brazil: Never Shake             | 23 октября 2004  | 1     | N/A   | Сан-Паулу, Бразилия |            |